# Latif Yahia

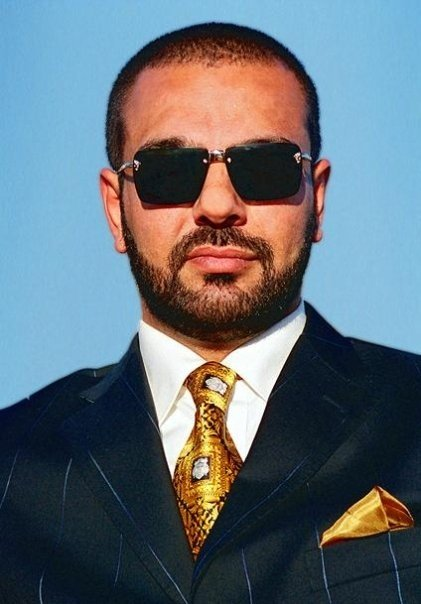
Latif Yahia, 2009

Latif Yahia (auch Latif Yahya) (arabisch لطيف يحيى; * 14. Juni 1964) ist ein ehemaliger Offizier der Republikanischen Garde Iraks und diente von 1987 bis 1991 angeblich als Doppelgänger Udai Husseins, eines Sohnes Saddam Husseins. Dabei hat er, nach seinen Angaben, tiefe Einblicke in das Innenleben der Diktatur der Baath-Partei Saddam Husseins erhalten; seine Autobiographie berichtet darüber.

## Leben
Nach dem Abitur studierte Yahia Rechtswissenschaften in Bagdad und diente 1987 im Range eines Oberleutnants auch im Ersten Golfkrieg. Nach dem Zweiten Golfkrieg 1991 flüchtete er nach Österreich.
Er veröffentlichte die Autobiografie Ich war Saddams Sohn, die unter dem Titel "The Devil’s Double" verfilmt und auf dem Sundance Film Festival 2011 vorgestellt wurde.

## Kritik
Die Journalisten  Eoin Butler von der Irish Times und Ed Caesar von der Sunday Times bezweifeln die Glaubwürdigkeit Yahias.
Butler interviewte Yahia 2007 und stellte Widersprüchlichkeiten der Aussagen Yahias fest. 2011 interviewte Butler zahlreiche Personen, die während des Saddam-Hussein-Regimes im Irak gelebt haben. Zwei Vertraute Saddam Husseins bestritten, dass dieser Doubles benutzt habe. Yahia soll Udai nachgeahmt haben, um Frauen kennenzulernen.
Eine private Wache des Präsidentenpalastes bestritt ebenfalls, dass Udai Doubles benutzt hätte. Saddam Husseins früherer Arzt und Schönheitschirurg am Ibn Sina Krankenhaus bestritt, dass er Yahia einer Schönheitsoperation unterzogen habe, so wie es dieser behauptete. Der Arzt habe Udai oft behandelt und niemals ein Double gesehen. Ein ehemaliger CIA-Agent im Irak bestritt die Glaubwürdigkeit Yahias ebenfalls.